# 43 Dywizja Piechoty (Imperium Rosyjskie)
43 Dywizja Piechoty (ros. 43-я пехотная дивизия) – dywizja piechoty Armii Imperium Rosyjskiego.

## Charakterystyka
Wchodziła w skład 2 Korpusu Armijnego, a jej sztab w 1914 mieścił się w Wilnie. Dywizja walczyła w I wojnie światowej. W tym czasie dywizja etatowo posiadała cztery pułki po cztery bataliony oraz brygadę artylerii polowej z 6 bateriami po 8 dział. Doświadczenie zdobyte podczas walk na frontach I wojny światowej  skutkowało zmianami organizacyjnymi. Zimą z 1916 na 1917 rozpoczęto reorganizację dywizji piechoty. Zredukowano liczbę batalionów z 16 do 12 i zmniejszono liczbę dział polowych na mniej aktywnych odcinkach frontu.

## Struktura organizacyjna
Organizacja w 1914
- 1 Brygada Piechoty w Wilnie
  - 169 Nowotrocki pułk piechoty w Wilnie
  - 170 Mołodeczański pułk piechoty w Wilnie
- 2 Brygada Piechoty w Wilnie
  - 171 Kobryński pułk piechoty w Grodnie
  - 172 Lidzki pułk piechoty w Lidzie
- 43 Brygada Artylerii w Olicie